# ویشکی، لتونی
ویشکی (به لاتین: Višķi) یک روستا در لتونی است که در شهرداری دوگوپیلس واقع شده‌است. ویشکی ۲۵۱ نفر جمعیت دارد.